# Sven Löfgren (författare)
Sven August Löfgren, född 17 januari 1906 i Hedvig Eleonora församling i Stockholm, död 10 april 1977 i Sankt Görans församling i Stockholm, var en svensk författare, lärare och översättare.

## Biografi
Löfgren var son till kyrkoherden August Löfgren och Anna Ulrika Swanberg. Han blev filosofie magister 1930, därefter läroverksadjunkt i Haparanda, vikarierande lektor vid Folkhögskoleseminariet i Umeå 1939 och läroverksadjunkt i Solna stad från 1948.

### Översättningar (urval)
- Viktor Kravtjenko: Jag valde rättvisan (I chose justice) (översatt tillsammans med Einar Dellgren, Natur och kultur, 1950)
- Lajos Zilahy: Slottet Ararat (The Dukays) (Natur och kultur, 1952)